# Luxemburgischer Eishockeypokal 2000/01
Die Saison 2000/01 war die achte Austragung des luxemburgischen Eishockeypokals, des luxemburgischen Eishockeypokalwettbewerbs. Pokalsieger wurden zum insgesamt zweiten Mal in der Vereinsgeschichte die Galaxians d’Amnéville.

## Modus
In einer gemeinsamen Gruppenphase absolvierten die drei Mannschaften jeweils vier Spiele. Der Erstplatzierte der Gruppenphase wurde Meister. Für einen Sieg erhielt jede Mannschaft zwei Punkte, bei einem Unentschieden gab es ein Punkt und bei einer Niederlage null Punkte.

## Tabelle
|    | Klub                     | Sp | S | U | N | Tore  | Punkte |
| -- | ------------------------ | -- | - | - | - | ----- | ------ |
| 1. | Galaxians d’Amnéville II | 4  | 2 | 2 | 0 | 27:18 | 6      |
| 2. | Rapids Remich            | 4  | 1 | 2 | 1 | 17:16 | 4      |
| 3. | EHC Trier II             | 4  | 1 | 0 | 3 | 22:32 | 2      |

Sp = Spiele, S = Siege, U = Unentschieden, N = Niederlagen